# Claude Greset
Claude (Antoine) Greset, né le 16 novembre 1925 à Besançon (Doubs) et mort le 19 juin 1944 des suites de ses blessures dans la même ville, est un résistant français,.
Étudiant réfractaire au STO, il s'enfuit avec deux compagnons à la Chevillotte. Mais repéré par un traite qui tente de les interpeler, Claude Greset essaie de désarmer son adversaire et reçoit deux balles durant l'altercation ; sérieusement blessé, il décède le lendemain à l'hôpital. Reconnu mort pour la France et homologué FFI,,, son nom est cité à Notre-Dame de la Libération.